# Сан-Бенедетто-По
Сан-Бенедетто-По (італ. San Benedetto Po) — муніципалітет в Італії, у регіоні Ломбардія,  провінція Мантуя.
Сан-Бенедетто-По розташований на відстані близько 380 км на північ від Рима, 145 км на схід від Мілана, 18 км на південний схід від Мантуї.
Населення — 7421 особа (2014).
Покровитель — San Benedetto.

## Демографія
Населення за роками:

Станом на 1 січня 2023 року в муніципалітеті офіційно проживали 643 іноземці з 36 країн, серед них 71 громадянин країн Євросоюзу та 27 громадян України.

## Уродженці
- Кевін Лазанья (*1992) — італійський футболіст, нападник.

## Сусідні муніципалітети
- Баньоло-Сан-Віто
- Борго-Вірджиліо
- Молья
- Моттеджана
- Пегоньяга
- Куїстелло
- Сустіненте